# 供御田
供御田（くごでん）とは、天皇の食膳（供御）に出す米（供御米）を作る田地。御稲田（みいねた）とも呼ばれる。
律令制においては官田がその任を担って大炊寮が管轄していたが、律令制の衰微と荘園の拡大により、各地で官田の喪失や供御米の未進が相次ぐなど、収入が不安定になった。そこで、院政期に入ると畿内を中心として独自の御稲田・供御田とこれを経営する供御人が設置された。『本朝世紀』によれば、久安5年（1149年）に河内国石川郡の御稲田の供御人が上洛愁訴に至っている。その後、大炊寮の諸司田（大炊寮領）の一部として経営されるようになり、大炊頭を世襲した中原氏が目代・年預・預所・下司・供御人といった系統だった管理体制を構築し、公領として安定的な経営が行われた。供御田・御稲田は「天下無双の公領」の異名を称され、戦国時代まで存続した。